# Gynoplistia notata
Gynoplistia notata là một loài ruồi trong họ Limoniidae. Chúng phân bố ở miền Australasia.